# チャールズ・スウィナートン
チャールズ・スウィナートン（Charles Francis Massy Swynnerton CMG、1877年12月3日 – 1938年6月8日）はイギリスの博物学者、昆虫学者である。ローデシアでツェツェバエの研究などをした。

## 略歴
ケント州のフォークストーンで生まれた。父親はインド駐留軍のチャプレン（従軍神父）で、母親はアイルランドのティペラリー県のGrantstown Hallを相続するMassy家の娘である。スウィンアートンは幼少時代をインドで過ごし、就学のためにイギリスに戻り、ランシング・カレッジで学び、1897年にオクスフォード大学に合格するが、アフリカに渡ることを選んだ。
ナタールで、ゾウムシを専門とする昆虫学者で南ローデシアにいくつもの農園を持つガイ・マーシャル（ Guy Anstruther Knox Marshall ）と知り合い、Melsetterにある農園の1つの管理する仕事をすることを勧められた。1900年にChipinga地区の森の近くの農園のマネージャーとなり、その後19年間に渡って、この農園を足場として、植物や鳥類、昆虫の収集を行った。植物に関しては1911年末に、リンネ協会紀要（J. Linn. Soc. (Bot.) 40:1-245）にFlora of Gazalandとして記事を発表した。つねに植物や昆虫の標本を詳細な注記とともに大英博物館に送り、評価された。1907年にロンドン・リンネ協会のフェローに選ばれた。チマニマニ山地近くで採集旅行を行い、昆虫学術誌の編集長を務めていたマーシャルから指導を受けた。
1918年にローデシア政府からアフリカ睡眠病の媒介種であるツェツェバエ対策の研究者に指名された。1919年にはタンガニーカで最初の狩猟監視員に任じられた。後にシンヤンガのツェツェバエ研究所の所長となった。
1937年に聖マイケル・聖ジョージ勲章を受勲するが、その授章式に向かうために乗った飛行機がタンガニーカのMjariで墜落して死亡した。
ヒタキ科の鳥類の属名、Swynnertoniaやツェツェバエの種、Glossina swynnertoni (Austen, 1923)に命名されている。

## 著作
- 1911 Flora of Gazaland - Linnaean Society
- 1936 The Tsetse Flies of East Africa - C.F.M. Swynnerton [3]
- Vernacular Names of East African Mammals - edited by C.F.M. Swynnerton, Transactions of the Royal Entomological Society of London, 84, p. 547-552 [4]